# Pfefferminzlikör

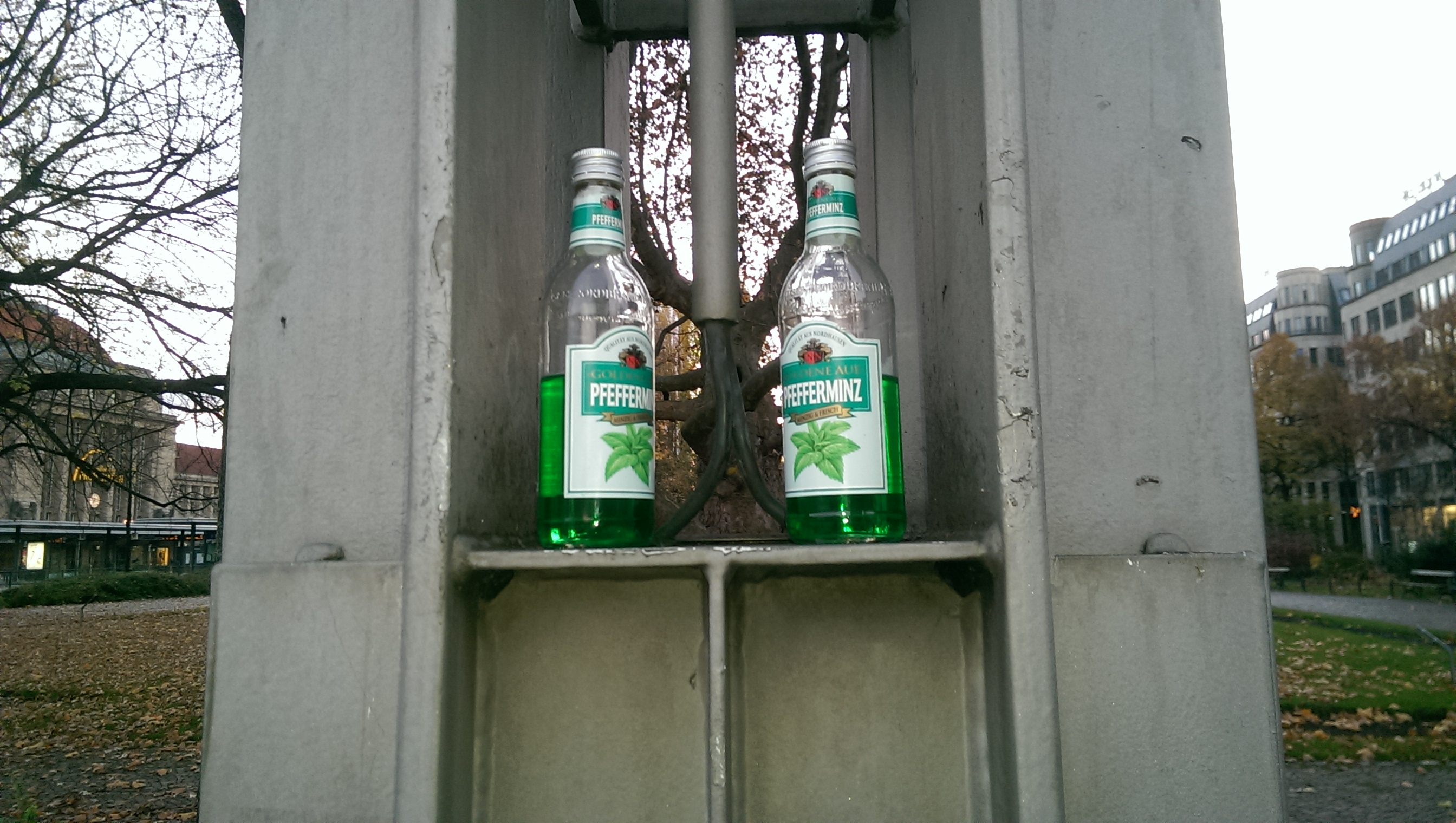
Pfefferminzlikör in Leipzig

Pfefferminzlikör (bei entsprechend hohem Zuckergehalt auch Crème de Menthe genannt) ist ein Likör mit einem Alkoholgehalt zwischen 15 und 25 %, manchmal auch bis zu 50 %, der aus Wasser, reinem Alkohol, Zucker und Pfefferminzessenzen hergestellt wird. Es gibt ihn in farblos und grün, wobei der Unterschied in einer Zugabe von Farbstoffen besteht, gleichwohl können sich die Liköre je nach Hersteller geschmacklich leicht unterscheiden.

## Einsatz
Der Likör riecht und schmeckt intensiv nach Pfefferminz, was ihn zu einer olfaktorisch dominanten Zutat in Bar und Küche macht. Pur wird er meist auf gestoßenem Eis als „Frappé“ serviert. Bekannte Cocktails mit Pfefferminzlikör sind der „Grasshopper“ (grüner Pfefferminzlikör, weißer Kakaolikör, Sahne) sowie der „Stinger“, klassisch aus Weinbrand und Pfefferminzlikör, teils auch mit Wodka zubereitet. Beide gehören zu den Digestifs.

## Herstellung
Die Herstellung erfolgt über Mischung der nötigen Zutaten (Wasser, Alkohol, Minzextrakt, Zucker) oder über Mazeration (längerfristiges Einlegen der Kräuter in eine vorher neutrale Spirituose, damit wichtige Geschmacksstoffe aus den Pflanzen herausgelöst werden und so für den charakteristischen Geschmack sorgen).

## Marken (Auswahl)

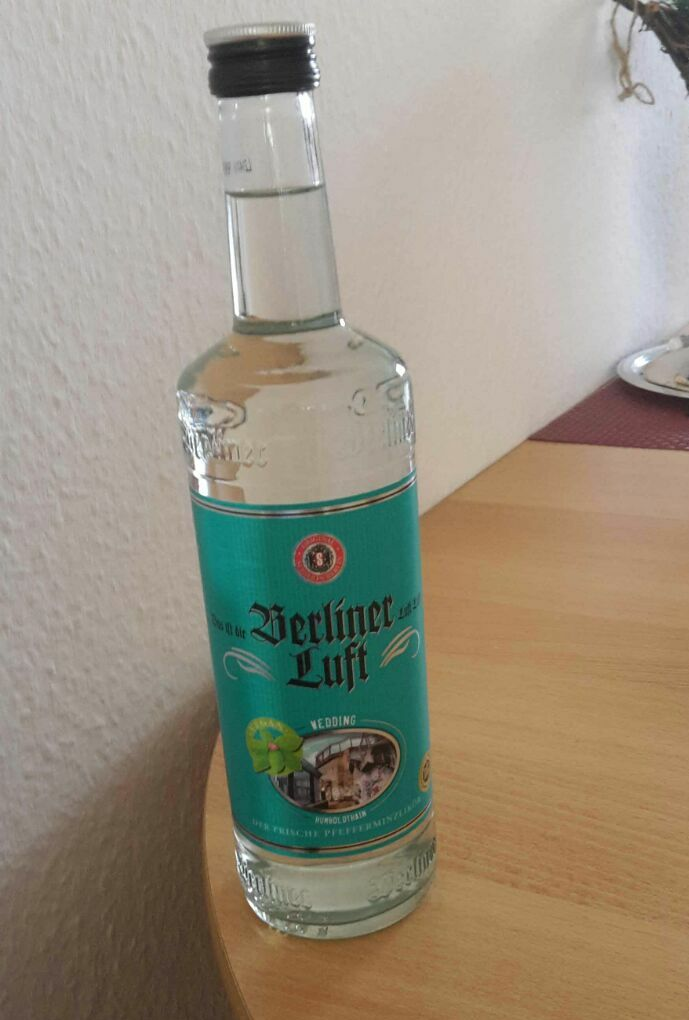
Berliner Luft

- Minttu: Erster reiner Pfefferminzlikör der Welt aus Finnland mit 40 % bzw. 50 % Alkoholgehalt.
- Bols: Crème de Menthe in weiß und grün mit 24 % Alkoholgehalt.
- Berliner Luft: Handelsname für einen ehemals in der DDR produzierten Pfefferminzlikör mit einem damaligen Alkoholgehalt von 25 Vol-%.[1] Aktuell (2020) wird die Berliner Luft von Schilkin mit 18 Vol-%, 40 Vol-% („Strong“) und 50-% („Super Strong“) vertrieben.[2]
- Bielefelder Luft: Seit 1968 durch F. Dreesbeimdieke in Bielefeld hergestellter Pfefferminzlikör mit einem Alkoholgehalt von 32 Vol-%.[3]
- De Kuyper: Crème de Menthe in weiß und grün mit 24 % Alkoholgehalt.[4]
- Marie Brizard: Crème de Menthe in weiß und grün mit 21 % Alkoholgehalt.
- Nordbrand Nordhausen: Pfefferminzlikör aus der heimischen Pfefferminzpflanze Mentha piperita mit 18 % Alkoholgehalt.[5]
- Pfeffi: Pfefferminzlikör grün mit 20 % Alkoholgehalt[6][7]
- Prinz Pfefferminz: Pfefferminzlikör mit Destillat aus einheimischer Pfefferminze (Schwarzwald), 15 % Alkoholgehalt[8]
- PFFF Bio Pfefferminzlikör aus Leipzig mit Zitrusnote. Alkoholgehalt: 18% vol. Bio Zertifizierung nach DE-Öko-001[9]
- Held der Freizeit: Pfefferminzlikör aus Hamburg, klar, mit 20 % Alkoholgehalt.[10]
- Bärner Schnuuf[11]: Berner Pfefferminzlikör, mit natürlichem Pfefferminzaroma und 20 % Alkoholgehalt. Das Wort „Schnuuf“ bedeutet auf Berndeutsch so viel wie „Atem/-zug“.[12]